# Галинопорни
Галино̀порни (на гръцки: Γαληνόπορνη; на турски: Kaleburnu) е село в Кипър, окръг Фамагуста. Според статистическата служба на Северен Кипър през 2011 г. селото има 333 жители.
Де факто е под контрола на непризнатата Севернокипърска турска република.